# 獨協大學前站
獨協大學前站（日语：／ Dokkyō-daigaku-mae eki */?）位於日本埼玉縣草加市松原一丁目，是東武鐵道伊勢崎線的鐵路車站。位於「東武晴空塔線」的愛稱路段。車站編號是TS 17。副站名是「〈草加松原〉」（そうかまつばら）。舊站名「松原團地站」。

## 歷史
1962年12月1日，配合草加松原團地開放入住，開設松原團地站（まつばらだんちえき）。1964年（昭和39年），團地旁的獨協大學開校。
開業當時是地面車站。之後因高架複複線化於1988年（昭和63年）度改建為現在的高架車站。站體透過桁架屋頂加強自然採光，大廳以樹木與長椅裝飾，打造出明亮的社區空間，1993年（平成5年）獲選草加市第6回街道景觀賞。
由於草加松原團地建物與設備老化，都市再生機構從2003年（平成15年）3月起實施團地改建並更名為Comfort松原。
2014年（平成26年）3月，東口舊日光街道的草加松原被指定為國家名勝地「奧之細道風景地」。藉此，草加商工會議所等成立「松原團地站名變更協議會」與草加市共同推動站名變更。
東武鐵道以「大學之鎮」作為地區意象，配合名勝地「草加松原」進行宣傳，2017年4月1日改名為獨協大學前站（どっきょうだいがくまええき）。並導入副站名「草加松原」。本次名稱變更費用（約3億日圓）由獨協大學全額負擔。本站也是東武第一次因地方請求而改名的車站。
同時，這次也是東武鐵道繼2012年（平成24年）業平橋站更名為東京晴空塔站後暌違五年的改名，也是繼日光線板倉東洋大前站之後第二座以大學命名的車站。

### 年表

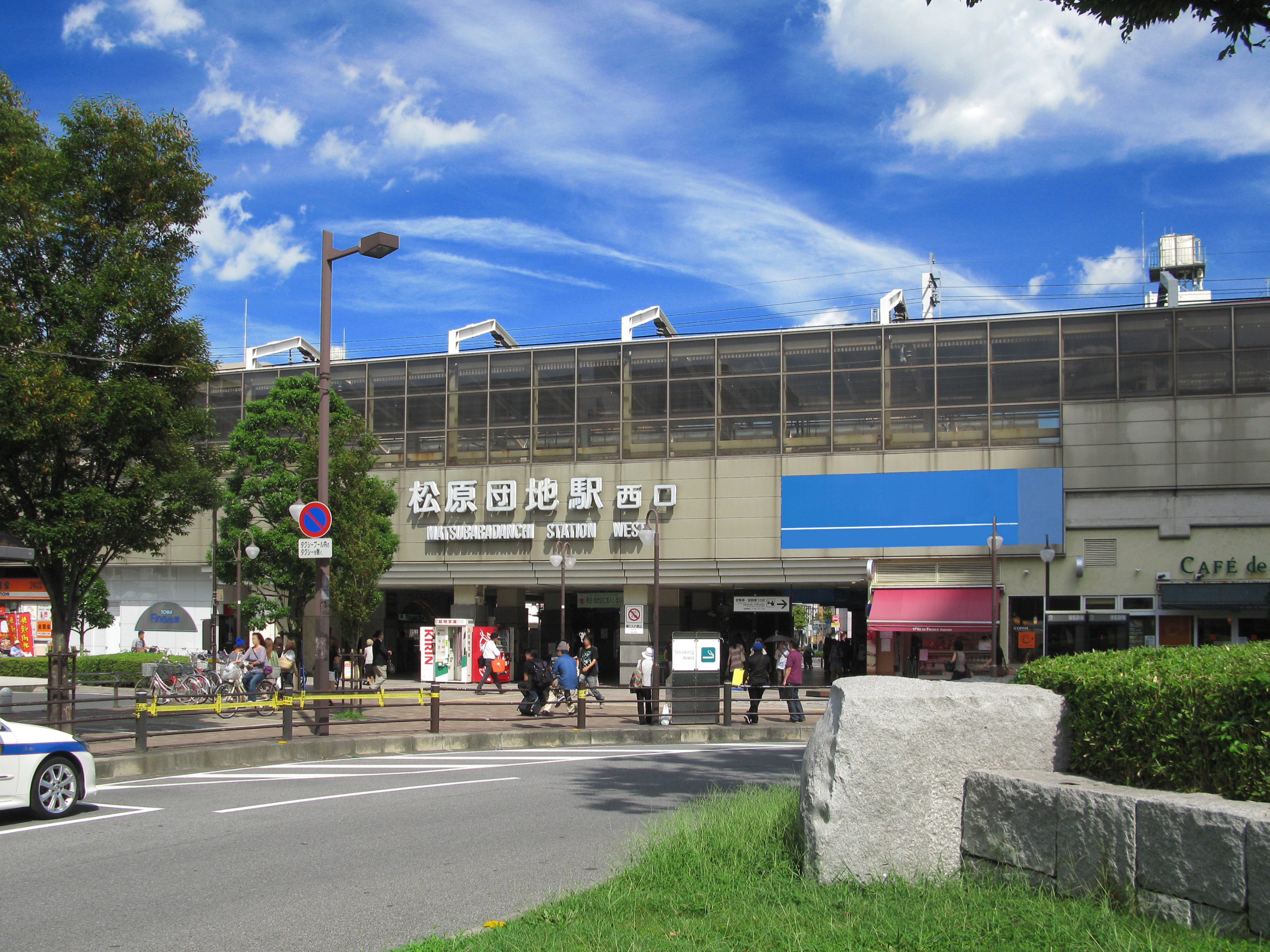
改名前的西口(2012年9月)

- 1962年（昭和37年）12月1日：開業。
- 1985年（昭和60年）12月：上行線高架化。
- 1988年（昭和63年）12月：上下線高架化。[3]
- 1993年（平成5年）7月：站內商場「Fine松原」開幕。
- 1994年（平成6年）12月15日：電扶梯啟用。
- 1995年（平成7年）3月28日：電梯啟用。
- 2012年（平成24年）3月17日：導入車站編號「TS 17」[4]。
- 2013年（平成25年）4月24日：「Fine松原」更名為「EQUIA松原」重新開幕[5]。
- 2017年（平成29年）4月1日：易名為獨協大學前站，同時加註副站名草加松原。[6][7][8]。

## 車站結構
本站是島式月台1面2線高架車站。僅緩行線有月台。
1992年（平成4年）3月1日新站房啟用時與新田站同時設置自動驗票閘門，是東武鐵道繼1972年進行試驗的西新井站後首座導入的車站。

### 月台配置

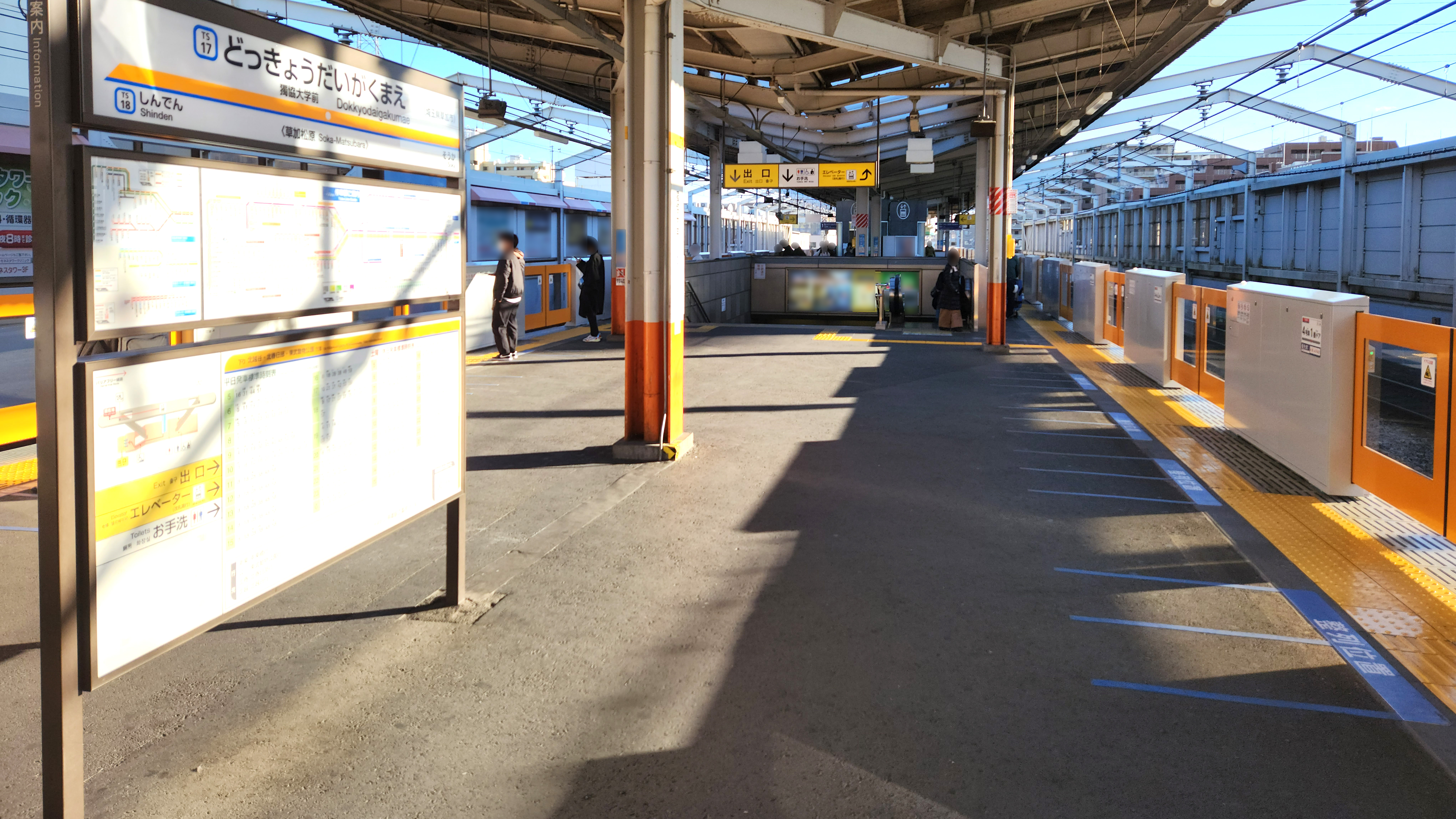
月台（2022年12月）

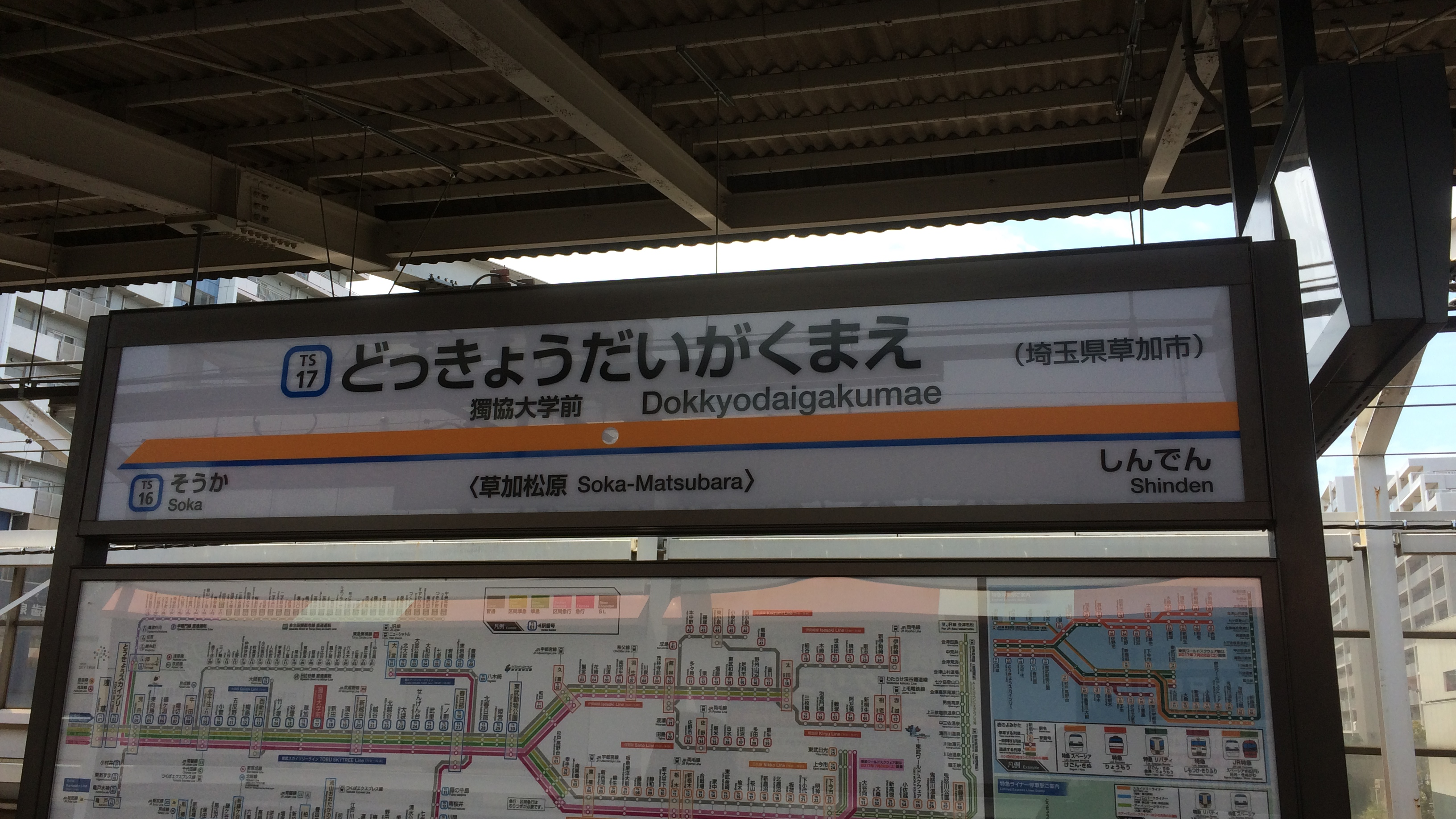
站名標（2017年5月）

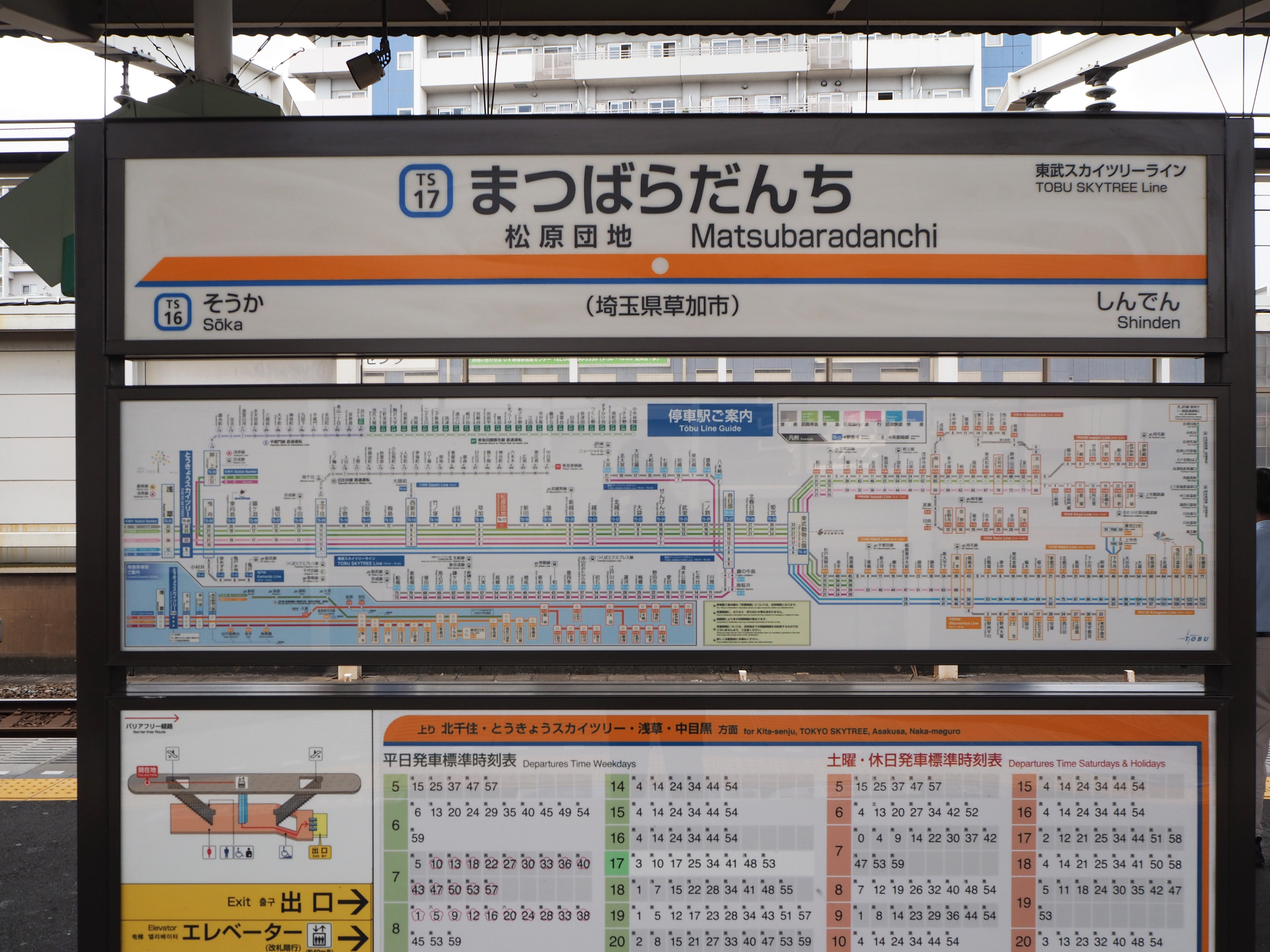
舊站名標（2016年7月）

| 月台 | 路線         | 方向 | 目的地                                                     |
| ---- | ------------ | ---- | ---------------------------------------------------------- |
| 1    | 東武晴空塔線 | 上行 | 草加、北千住、東京晴空塔、淺草、 日比谷線 中目黑方向       |
| 2    | 東武晴空塔線 | 下行 | 新越谷、北越谷、北春日部、東武動物公園、 日光線 南栗橋方向 |

## 使用情況
2017年度1日平均上下車人次為59,221人。在伊勢崎線車站中排行第9位。在伊勢崎線僅停靠普通列車的車站中，使用人次僅次於竹之塚站。
近年1日平均上下、上車人次的推移如下表｡
| 年度               | 1日平均 上下車人次 | 1日平均 上車人次 |
| ------------------ | ------------------ | ---------------- |
| 1965年（昭和40年） | 25,433             |                  |
| 1970年（昭和45年） | 40,299             |                  |
| 1975年（昭和50年） | 51,740             |                  |
| 1980年（昭和55年） | 59,540             |                  |
| 1985年（昭和60年） | 60,094             |                  |
| 1989年（平成元年） | 63,237             | 31,734           |
| 1990年（平成02年） | 65,810             |                  |
| 1993年（平成05年） | 65,060             | 32,569           |
| 1998年（平成10年） | 57,981             | 28,539           |
| 1999年（平成11年） | 56,640             |                  |
| 2000年（平成12年） | 57,640             |                  |
| 2001年（平成13年） | 57,891             | 29,327           |
| 2002年（平成14年） | 57,155             | 28,873           |
| 2003年（平成15年） | 56,517             | 28,513           |
| 2004年（平成16年） | 55,723             | 28,034           |
| 2005年（平成17年） | 54,850             | 27,495           |
| 2006年（平成18年） | 54,525             | 27,275           |
| 2007年（平成19年） | 55,164             | 27,624           |
| 2008年（平成20年） | 55,088             | 27,513           |
| 2009年（平成21年） | 54,562             | 27,248           |
| 2010年（平成22年） | 53,970             | 26,942           |
| 2011年（平成23年） | 53,642             | 27,797           |
| 2012年（平成24年） | 54,570             | 27,216           |
| 2013年（平成25年） | 55,512             | 27,700           |
| 2014年（平成26年） | 55,458             | 27,690           |
| 2015年（平成27年） | 56,266             |                  |
| 2016年（平成28年） | 57,480             |                  |
| 2017年（平成29年） | 59,221             |                  |

## 車站周邊

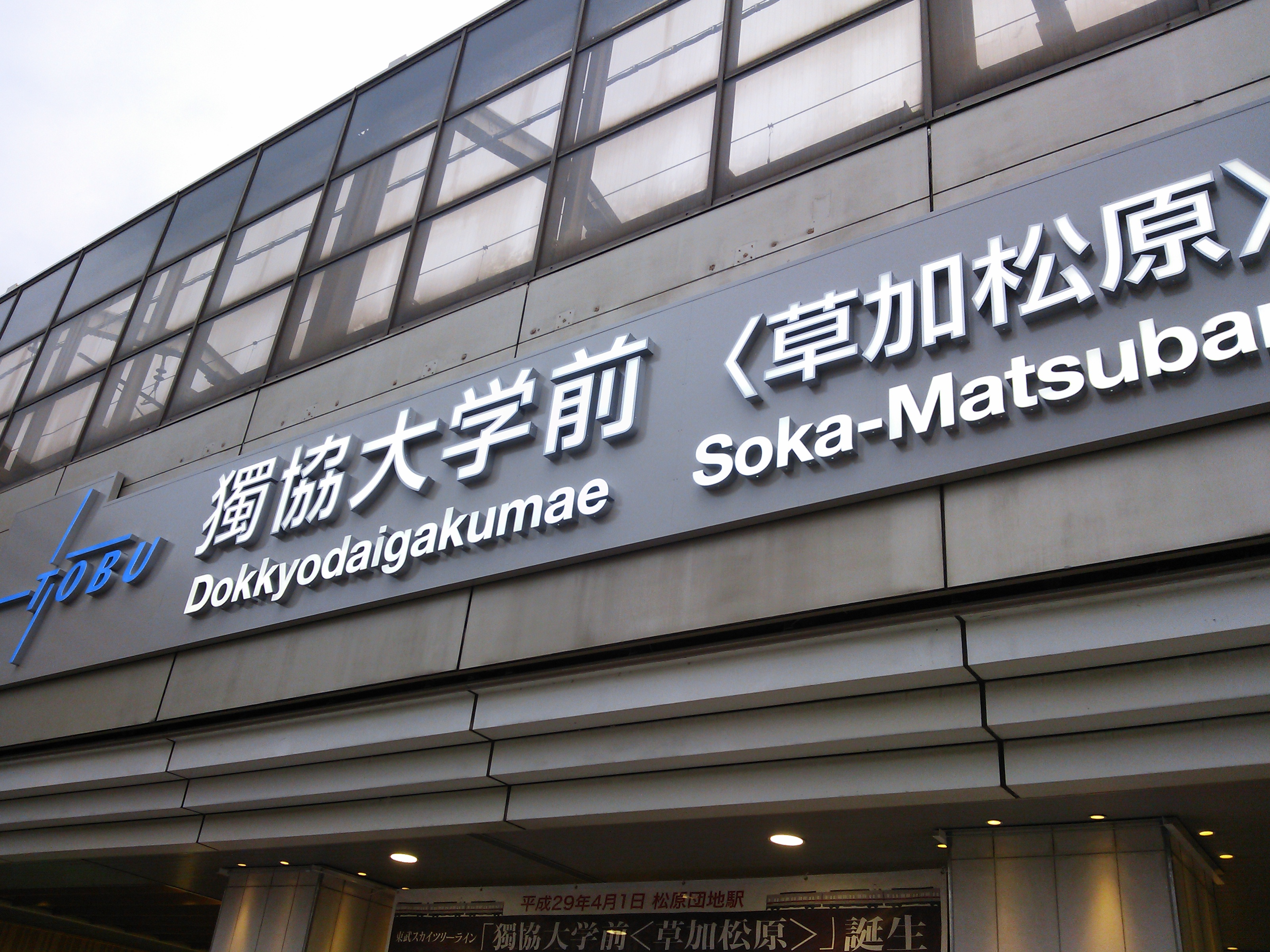
改名後的西口站名標（2017年4月）

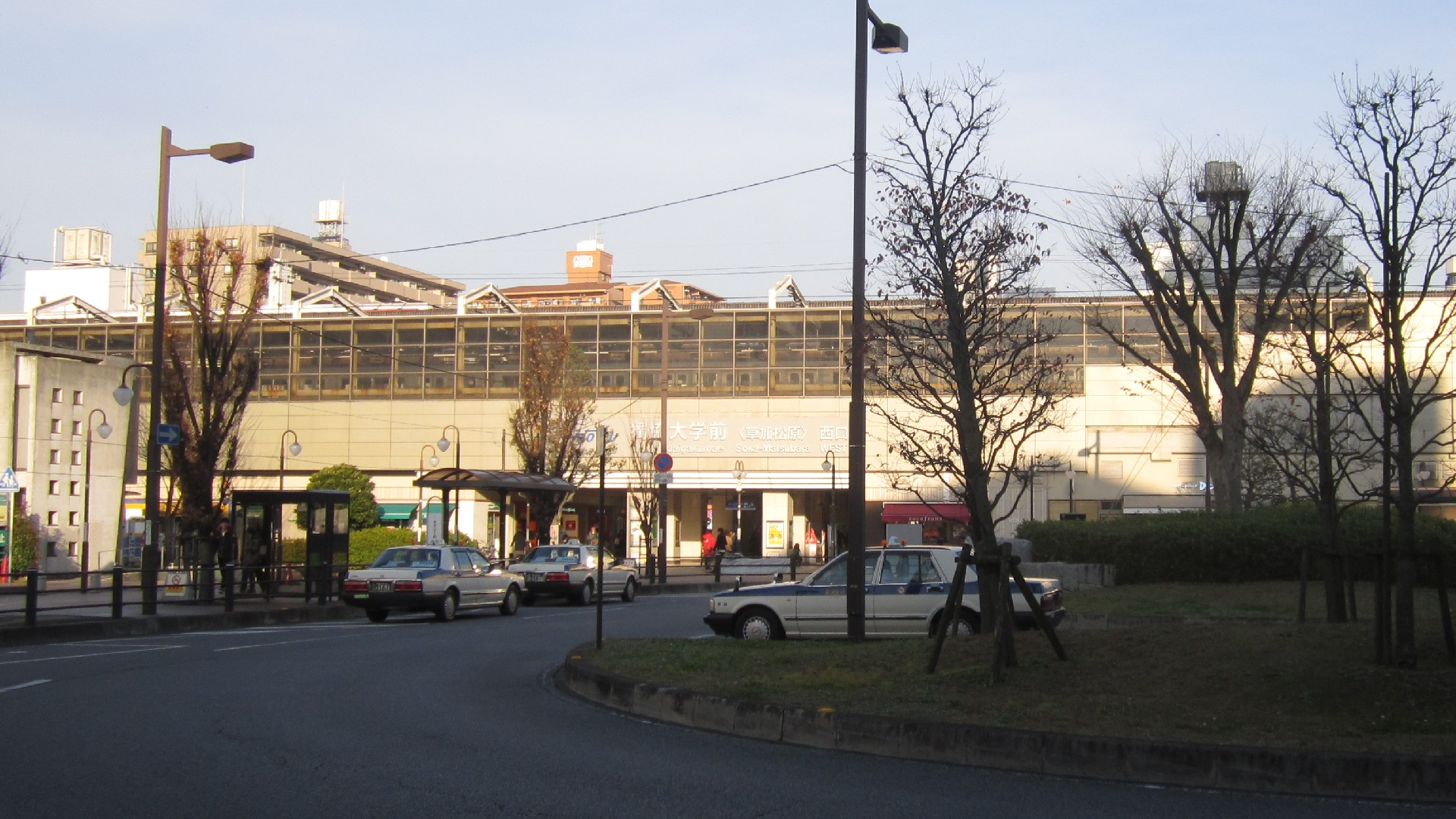
西口圓環（2017年12月）

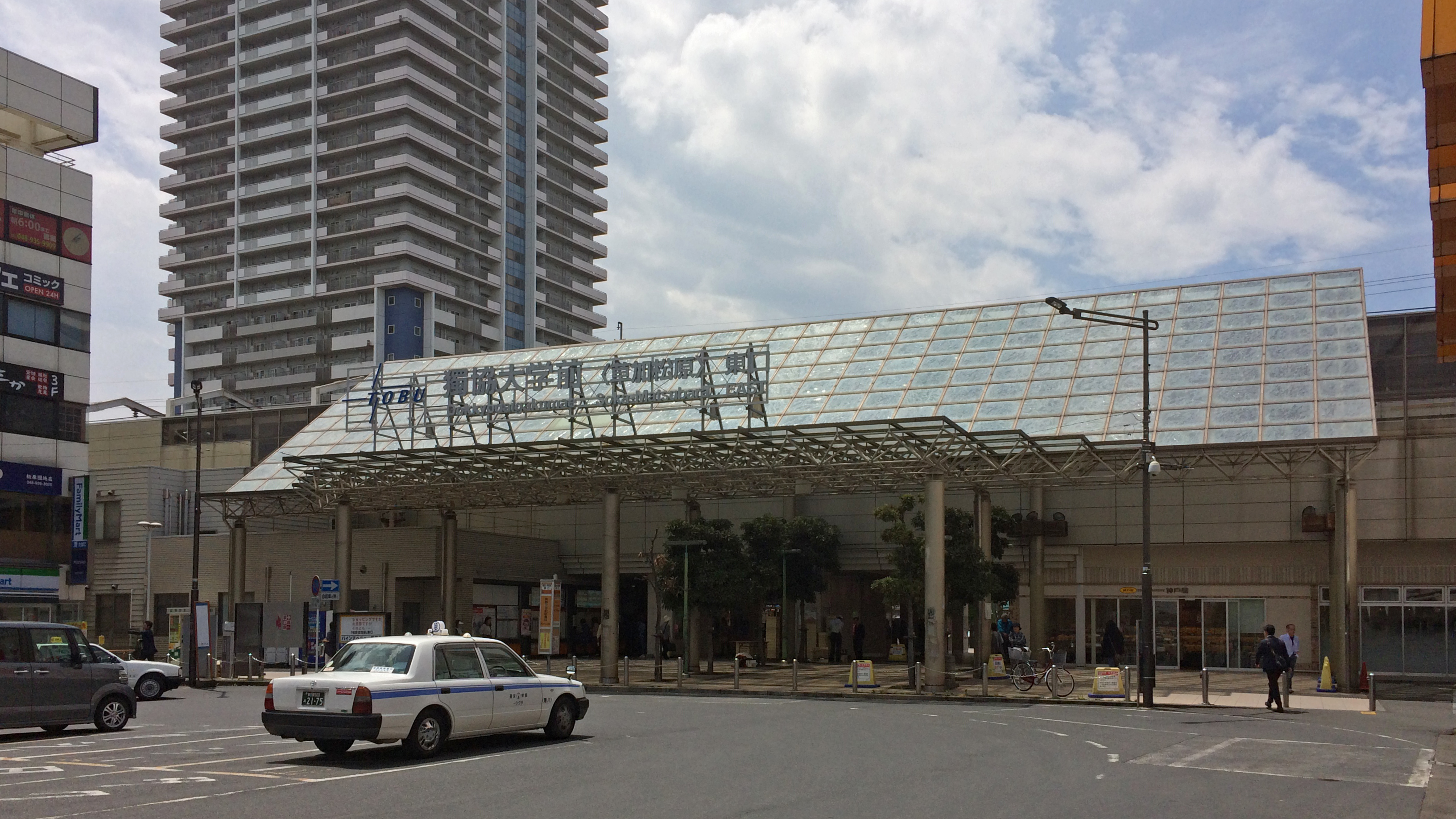
東口（2017年5月）

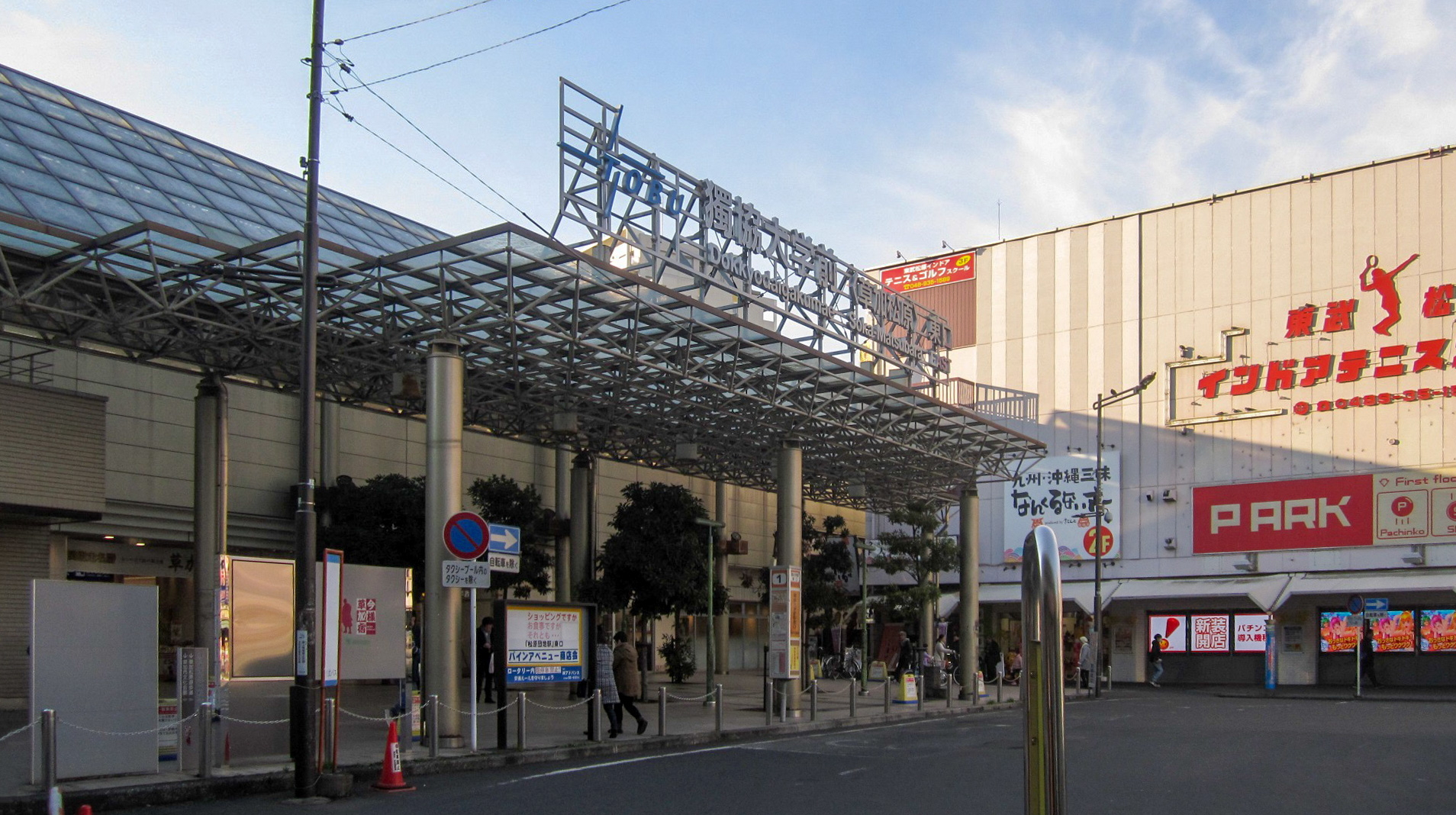
東口（2017年12月）

### 西口
- 草加松原團地（日语：草加松原団地）
- 草加市役所松原服務中心
- 松原團地站前郵便局
- 松原Harmoness Tower
- 草加市立中央圖書館
- 東武store（日语：東武ストア）松原店
- Comfort松原（日语：コンフォール松原）
- 埼友草加醫院（日语：埼友草加病院）
- 獨協通
- 獨協大學
- Bel'x（日语：サンベルクス）草加松原店
  - 上新電機草加松原店
- 草加警察署（日语：草加警察署）松原交番

### 東口
- 埼玉縣道403號獨協大學前停車場線（日语：埼玉県道403号獨協大学前停車場線）
- 東京都道·埼玉縣道49號足立越谷線（日语：東京都道・埼玉県道49号足立越谷線）
- 綾瀨川（日语：綾瀬川）
- 草加松原遊步道（舊日光街道）
- 草加市文化會館
- 草加市民體育館
- 草加郵便局（日语：草加郵便局）
  - 郵貯銀行草加店
- 國際高等學院（日语：国際高等学院）
- 柴田科學（日语：柴田科学）本社
- MEGA唐吉訶德草加店

## 路線巴士
東口與西口都有巴士圓環。

### 東口
| 乘車處 | 系統   | 主要行經地                         | 目的地       | 運行業者                        | 備註            |
| ------ | ------ | ---------------------------------- | ------------ | ------------------------------- | --------------- |
| 1      | 松原32 | 弁天町、南青柳                     | 八潮團地     | 東武巴士中央                    |                 |
| 1      | 松原33 | 弁天町、南青柳、青柳一丁目         | 工業團地南   | 東武巴士中央                    | 假日停駛        |
| 2      | 松原36 | 青柳、綜合體育場、青柳五丁目       | 新田站東口   | 東武巴士中央                    |                 |
| 2      | 松原34 | 弁天町、青柳、綜合體育場           | 青柳五丁目   | 東武巴士中央                    | 1日1～2班       |
| 2      | 松原37 | 弁天町、青柳                       | 草加公園     | 東武巴士中央                    | 1日1班          |
| 2      | 松原31 | 青柳、八條橋、上彥名               | PIALA CITY   | 東武巴士中央                    | 僅週六日早晨1班 |
| 2      | 松原35 | 蒲生南町、伊原、草加東高校         | 柿木二區     | 東武巴士中央                    | 僅平日早晨1班   |
| 2      | N-1    | 榮小學校、男女土橋南               | 草加市立醫院 | 草加市社區巴士 パリポリくんバス |                 |
| 2      | N-1    | 草加高校、川柳文化中心、淨水場入口 | 柿木公民館   | 草加市社區巴士 パリポリくんバス |                 |

- 上野站、北千住站發車的深夜急行巴士停靠東口
- 草加市社區巴士「パリポリくんバス」由東武巴士中央運行。

### 西口
| 乘車處 | 系統   | 主要行經地                           | 目的地                      | 運行業者     | 備註     |
| ------ | ------ | ------------------------------------ | --------------------------- | ------------ | -------- |
| 1      | 無番   | 獨協大學正門、D地區中心              | D地區循環：獨協大學前站西口 | 朝日自動車   |          |
| 2      | 無番   | 獨協大學正門、草加西高校入口、新善町 | 新田站東口                  | 朝日自動車   |          |
| 2      | 無番   | 獨協大學正門、草加西高校入口         | 原町三丁目                  | 朝日自動車   |          |
| 3      | 草加15 | 男女土橋南、草加市立醫院、草加二丁目 | 草加站西口                  | 東武巴士中央 | 僅週六日 |

## 其他
- 車站東側的草加八潮工業團地有許多企業接駁巴士停靠本站。
- 2017年正式更名為獨協大學前站以前，吊掛式站名標就已加上「獨協大學前」。
- 高架複複線工程時曾利用未來下行急行線用地設置待避線，作為西新井工場（日语：東武鉄道西新井工場）出場車試運行、出場回送與回送列車等待避使用。
- 改名前的「松原團地站」被貴婦松子選為「在意的車站名BEST2」｡[12]

## 相鄰車站
東武鐵道
 東武晴空塔線
■急行、■區間急行、■準急、■區間準急
通過
■普通
草加（TS 16）－獨協大學前（TS 17）－新田（TS 18）

## 外部連結
- 獨協大學前〈草加松原〉（車站資訊） - 東武鐵道